# Hermann Billing
Hermann Billing (Karlsruhe, 7 de fevereiro de 1867 – Karlsruhe, 2 de março de 1946) foi um arquiteto da art nouveau alemão.
Depois de 1920, foi professor da Staatliche Akademie der Bildenden Künste Karlsruhe.

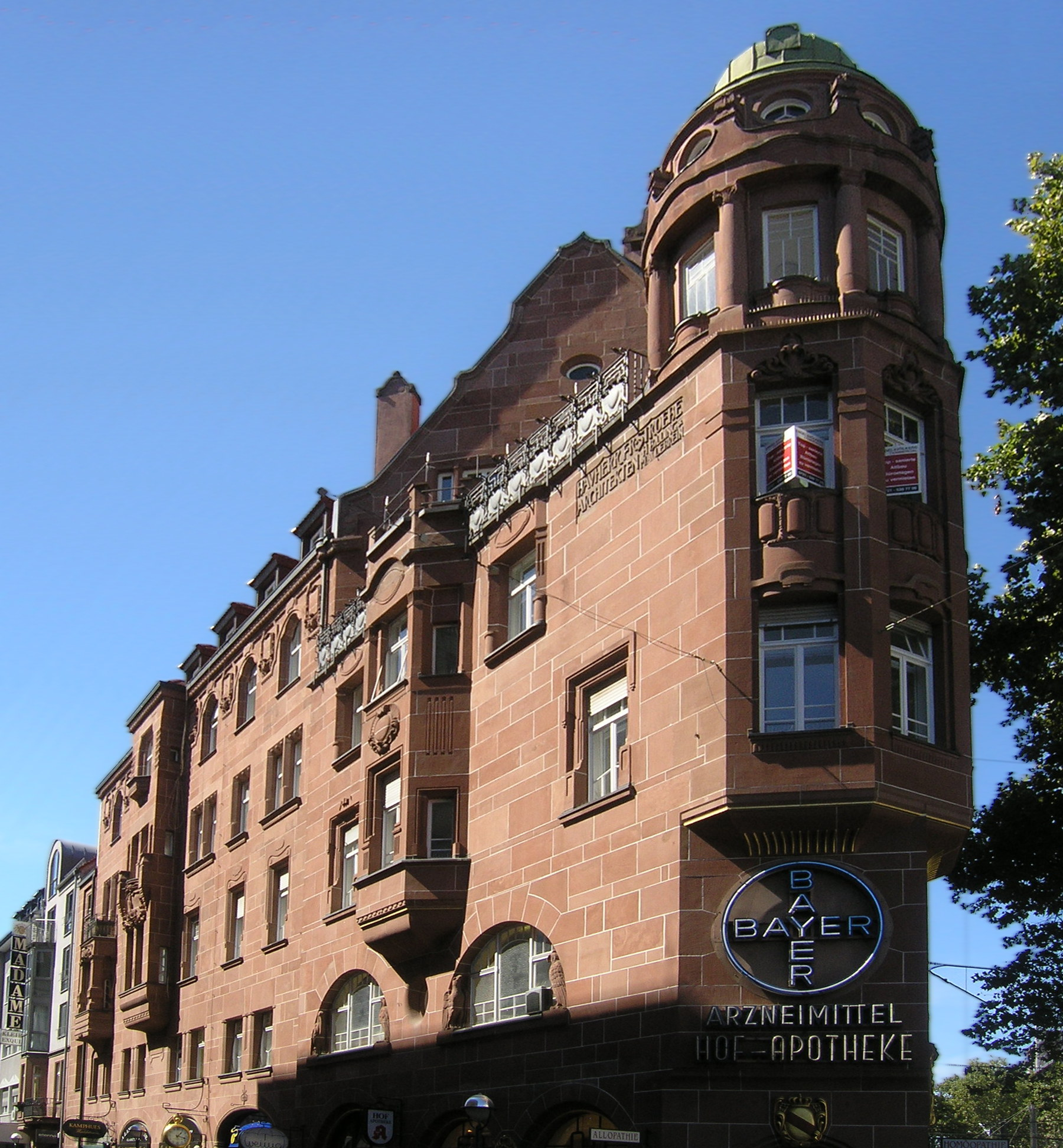
Court pharmacy building in Karlsruhe, 1901
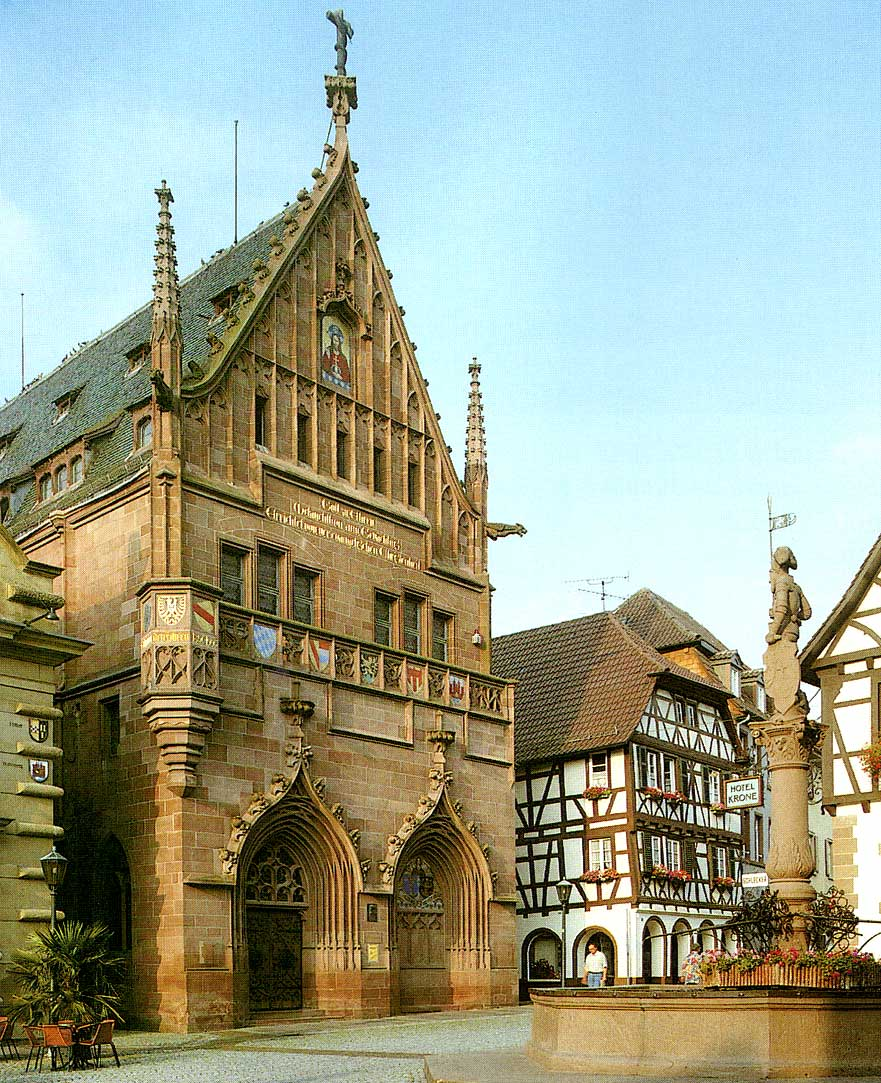
Melanchthonhaus (Bretten), 1903
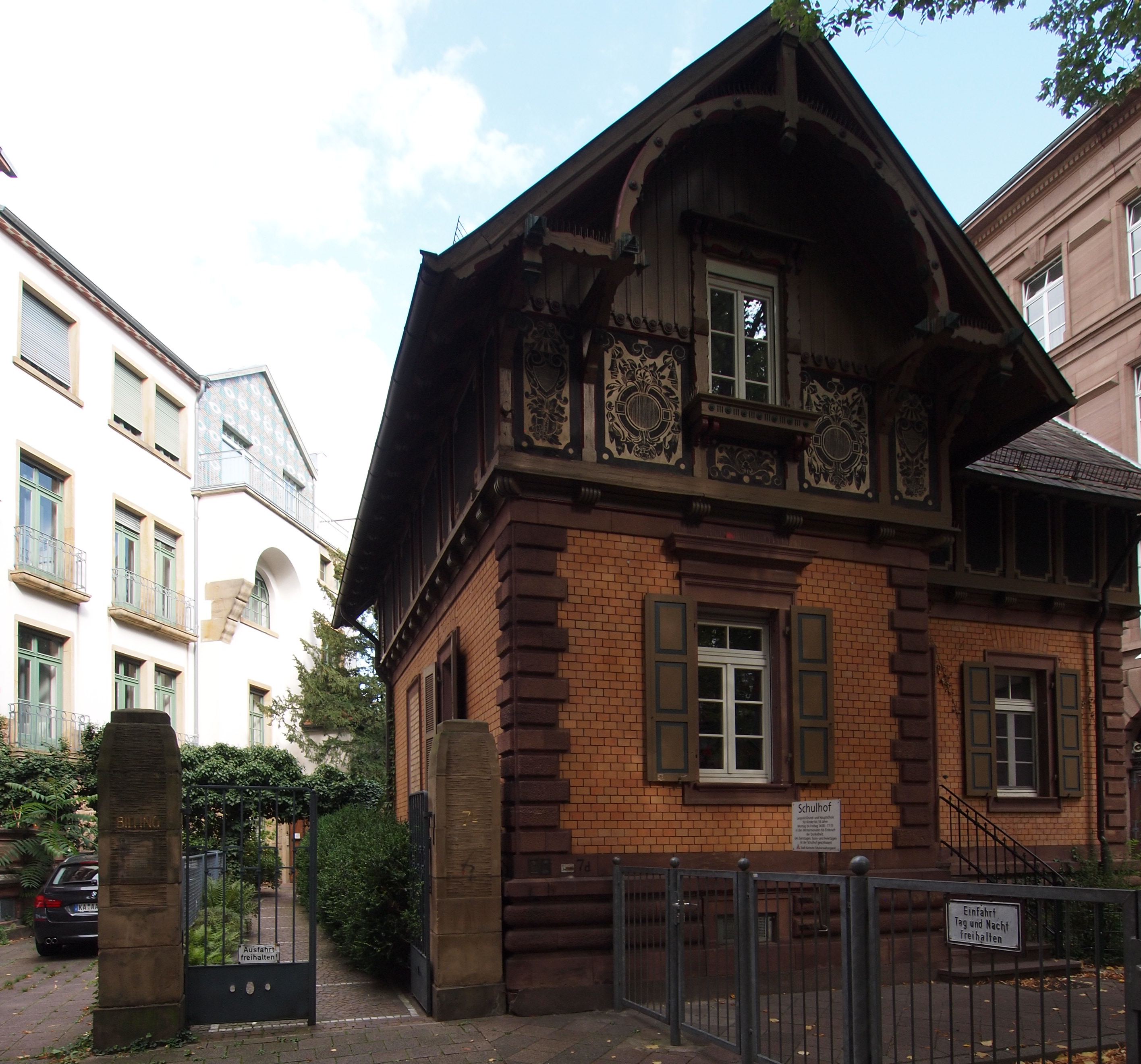
Sua casa em Karlsruhe, 1905
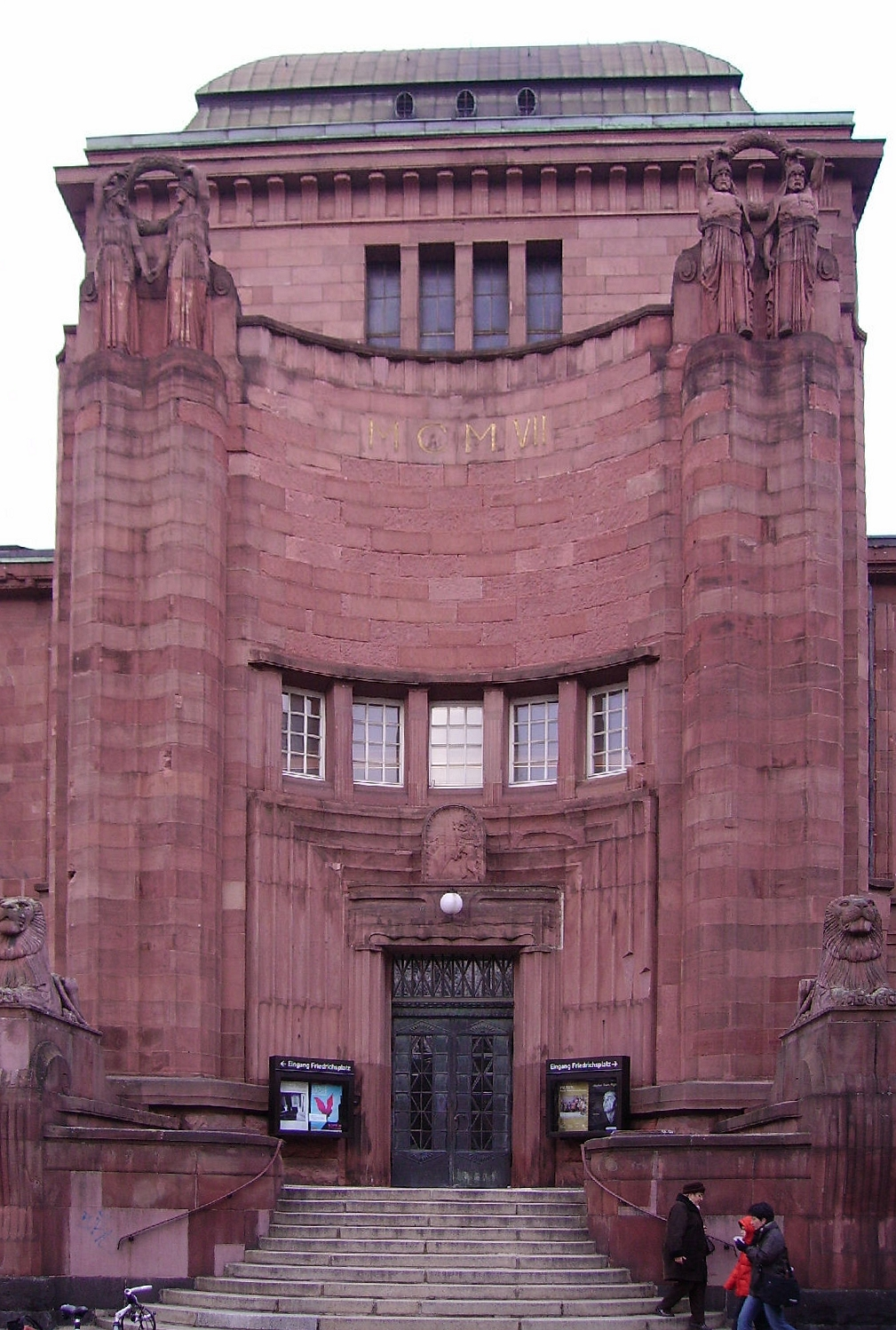
Kunsthalle Mannheim, 1907
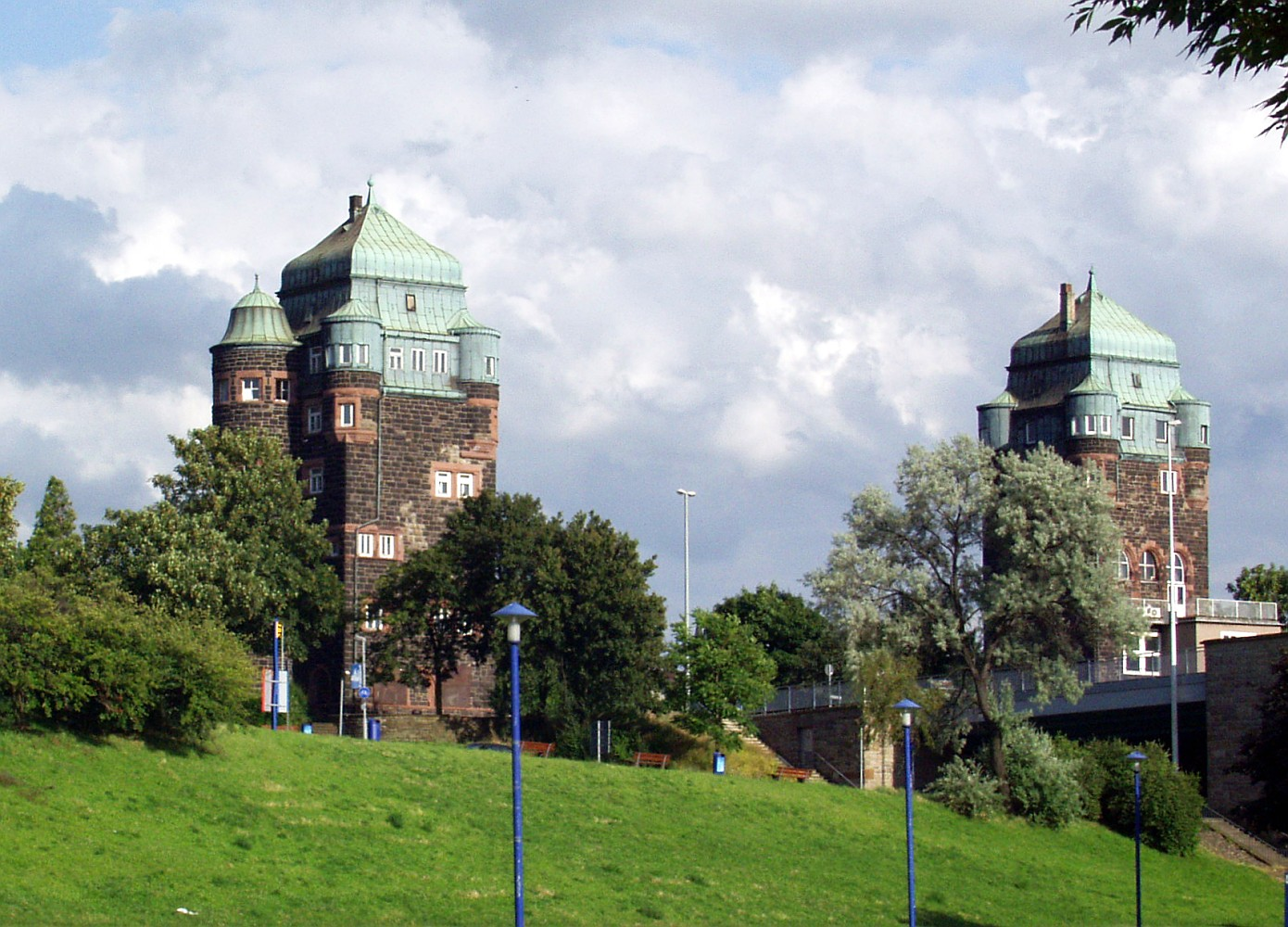
Bridge towers em Duisburg, 1907
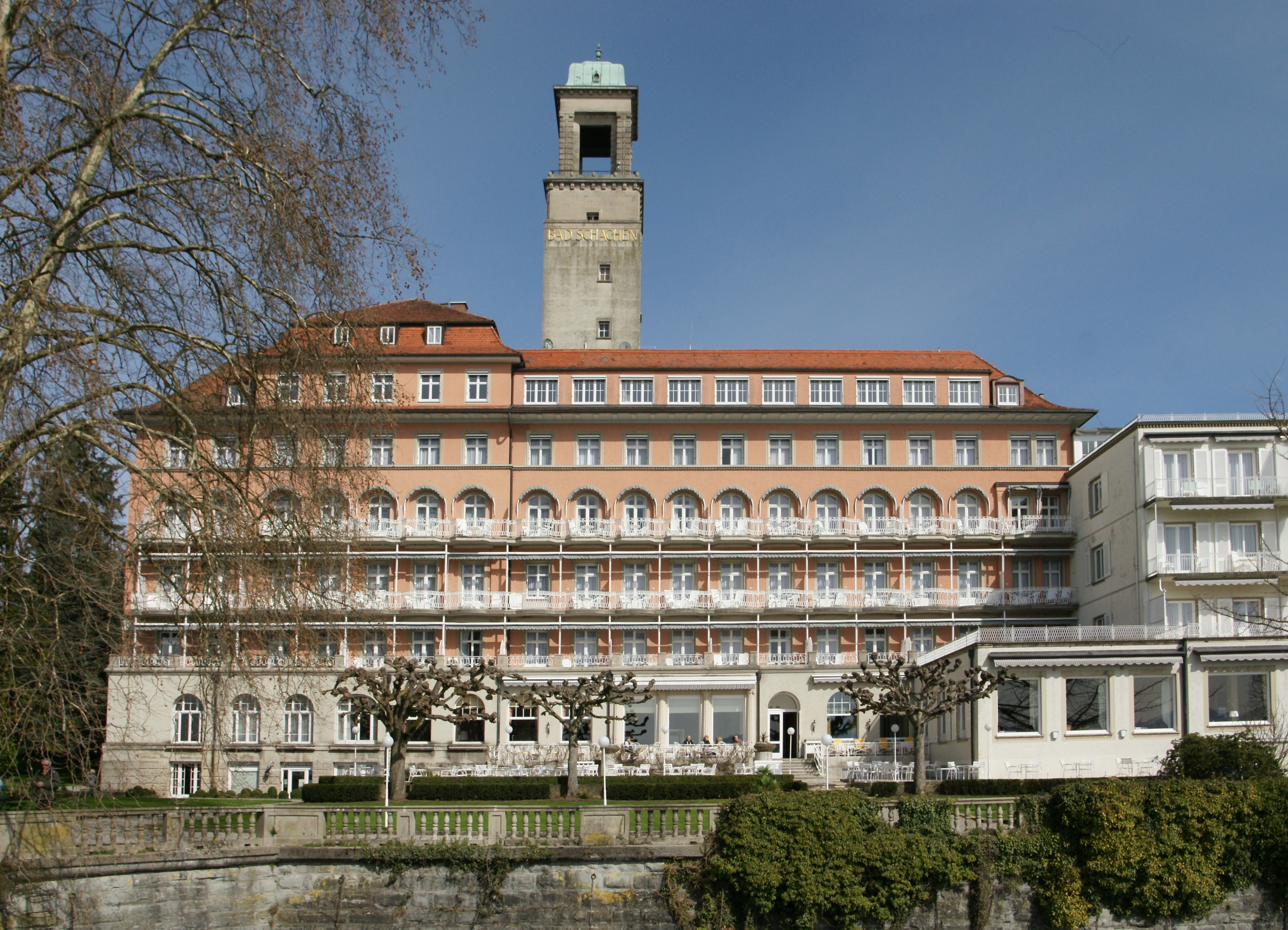
Hotel Bad Schachen em Lindau, 1910
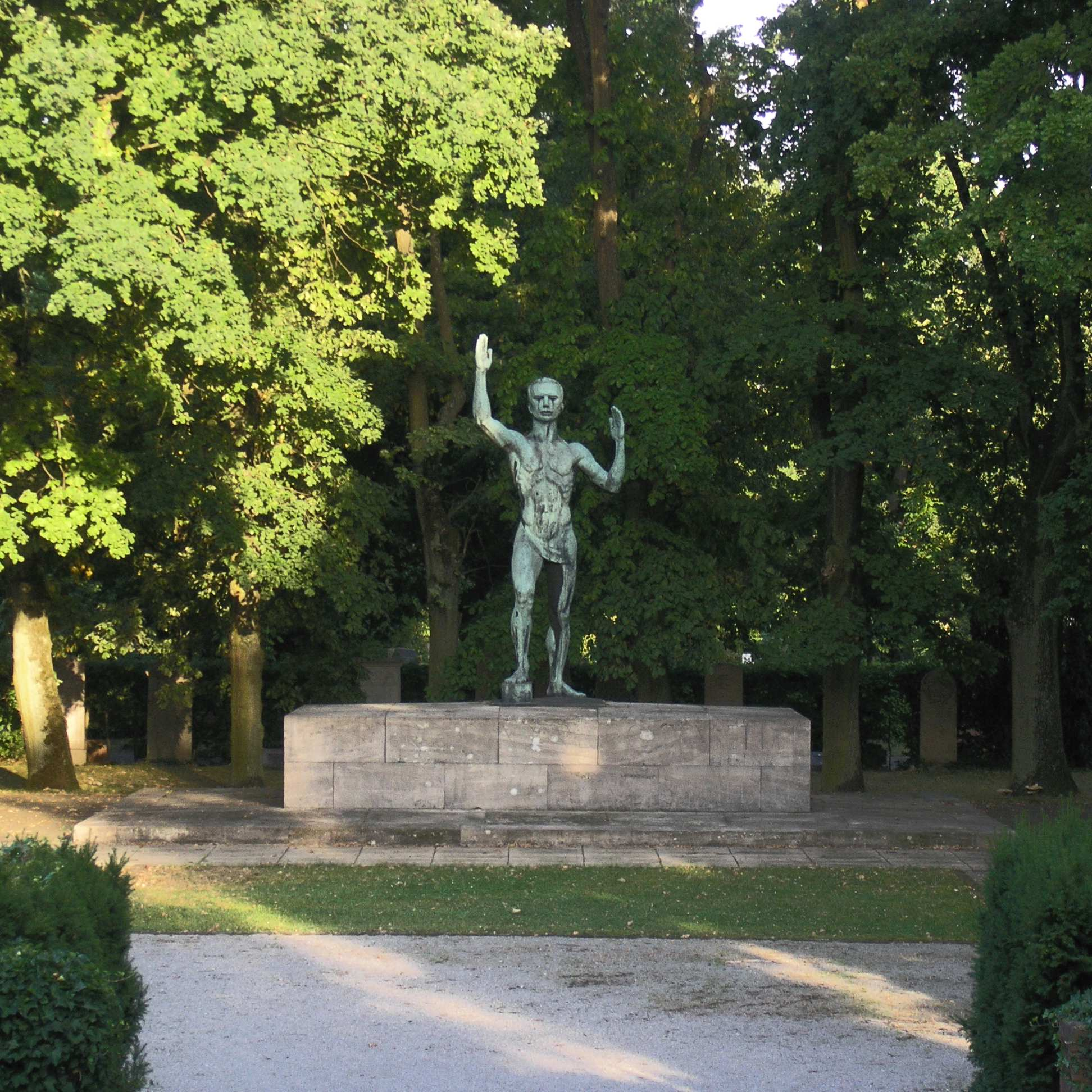
Memorial de guerra, 1930
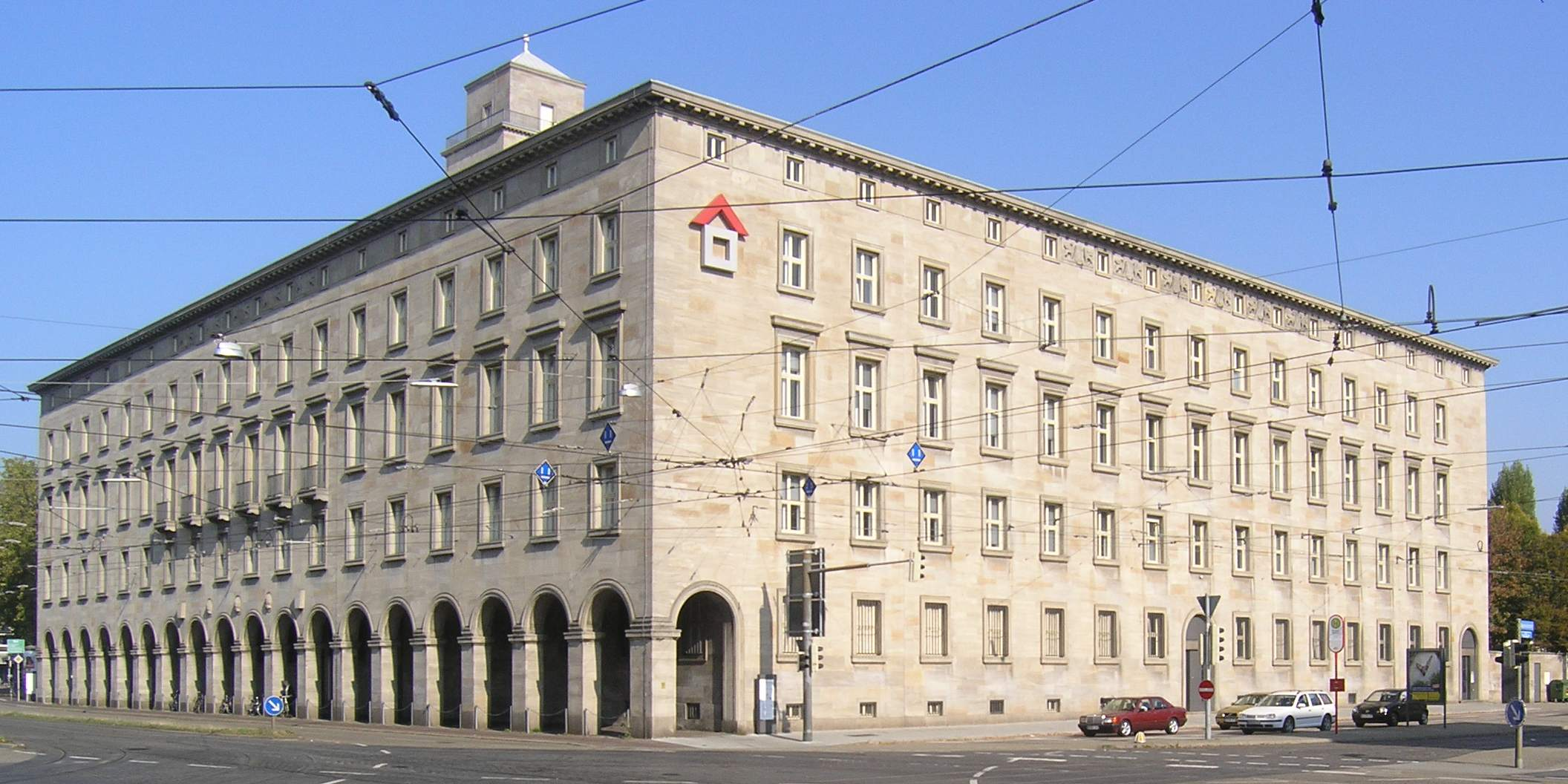
Administração postal em Karlsruhe, 1938

Baischstraße in Karlsruhe, a neighbourhood planned completely by Hermann Billing, 1900-1903
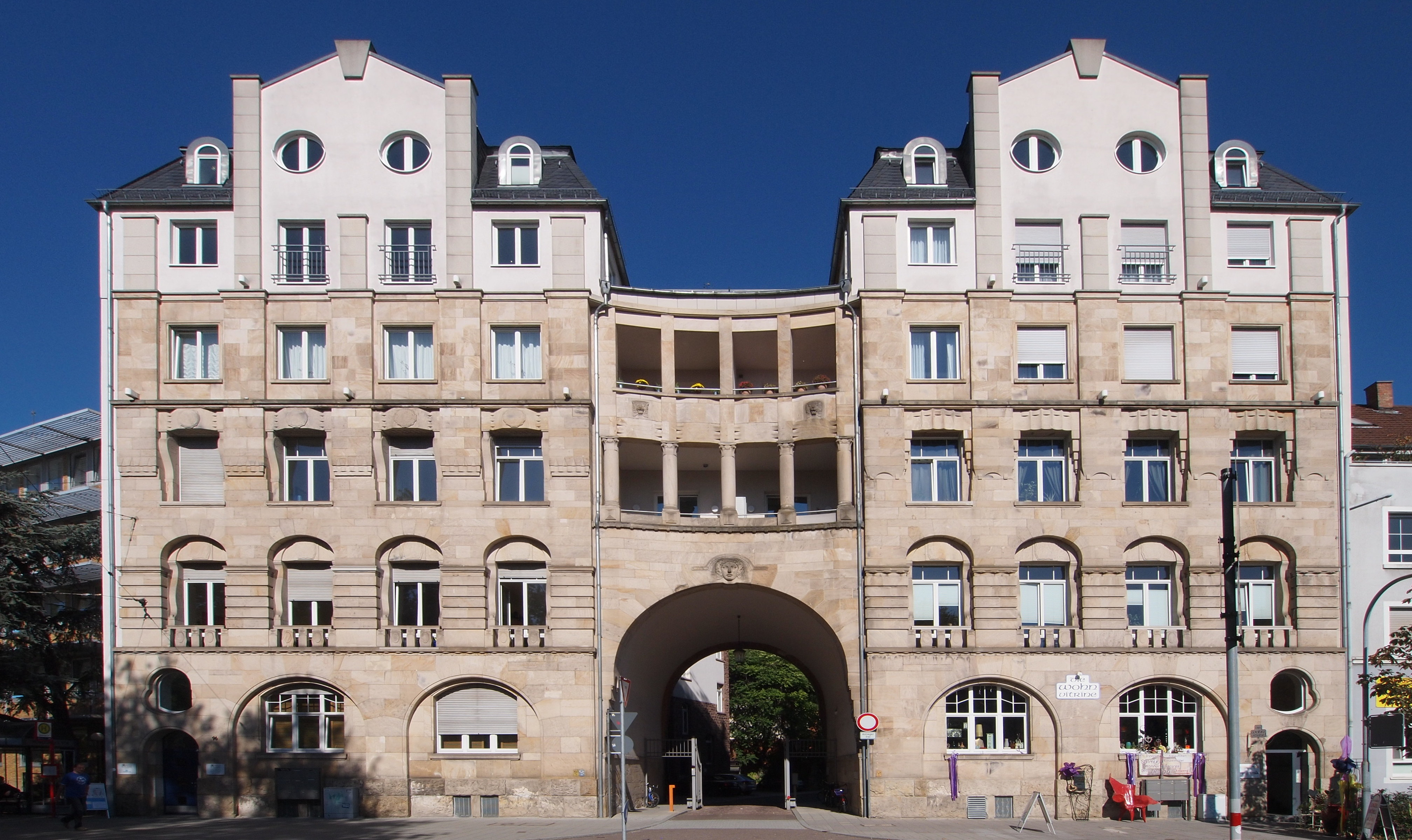
gate house (altered)
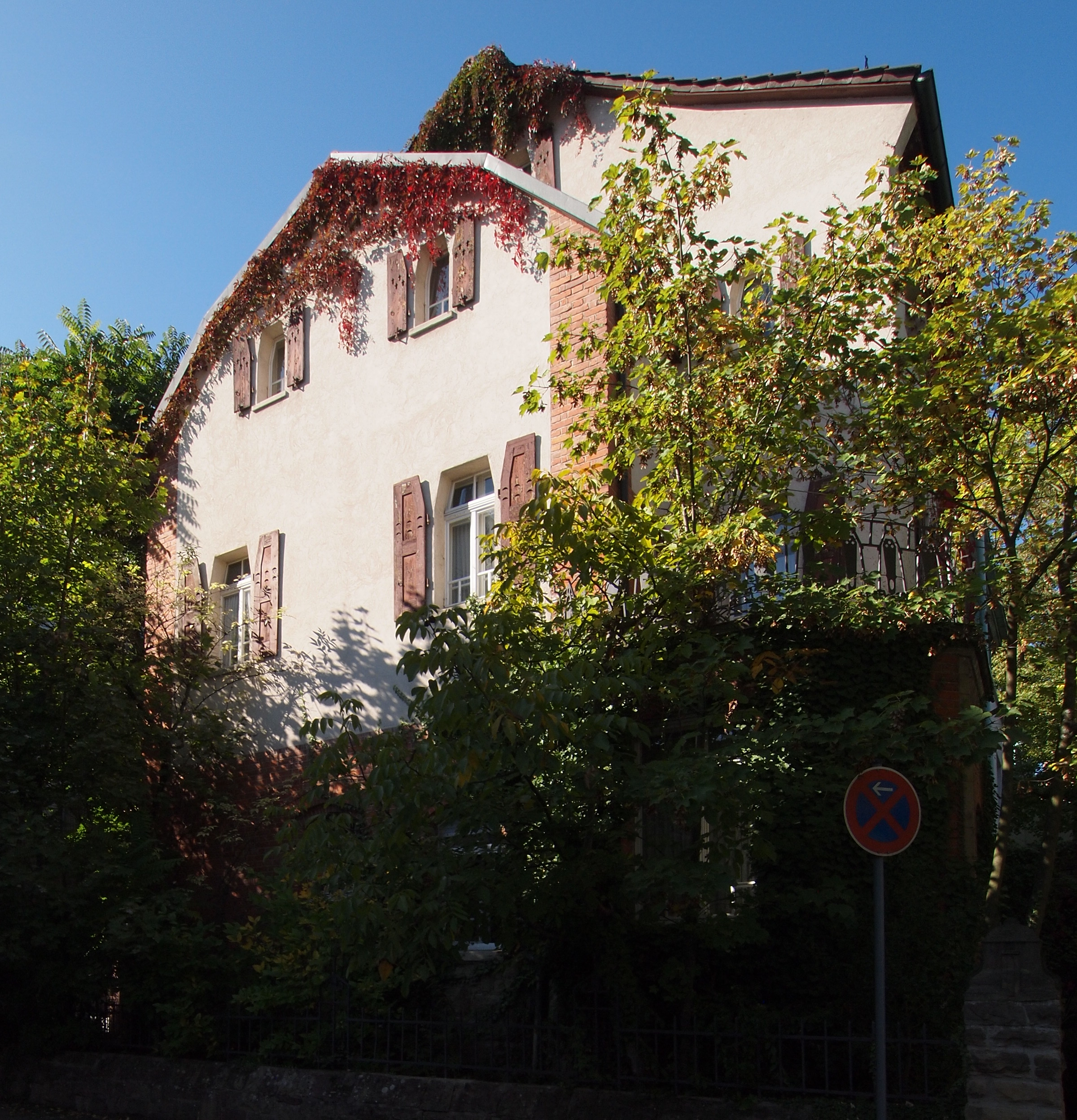
Nr. 1
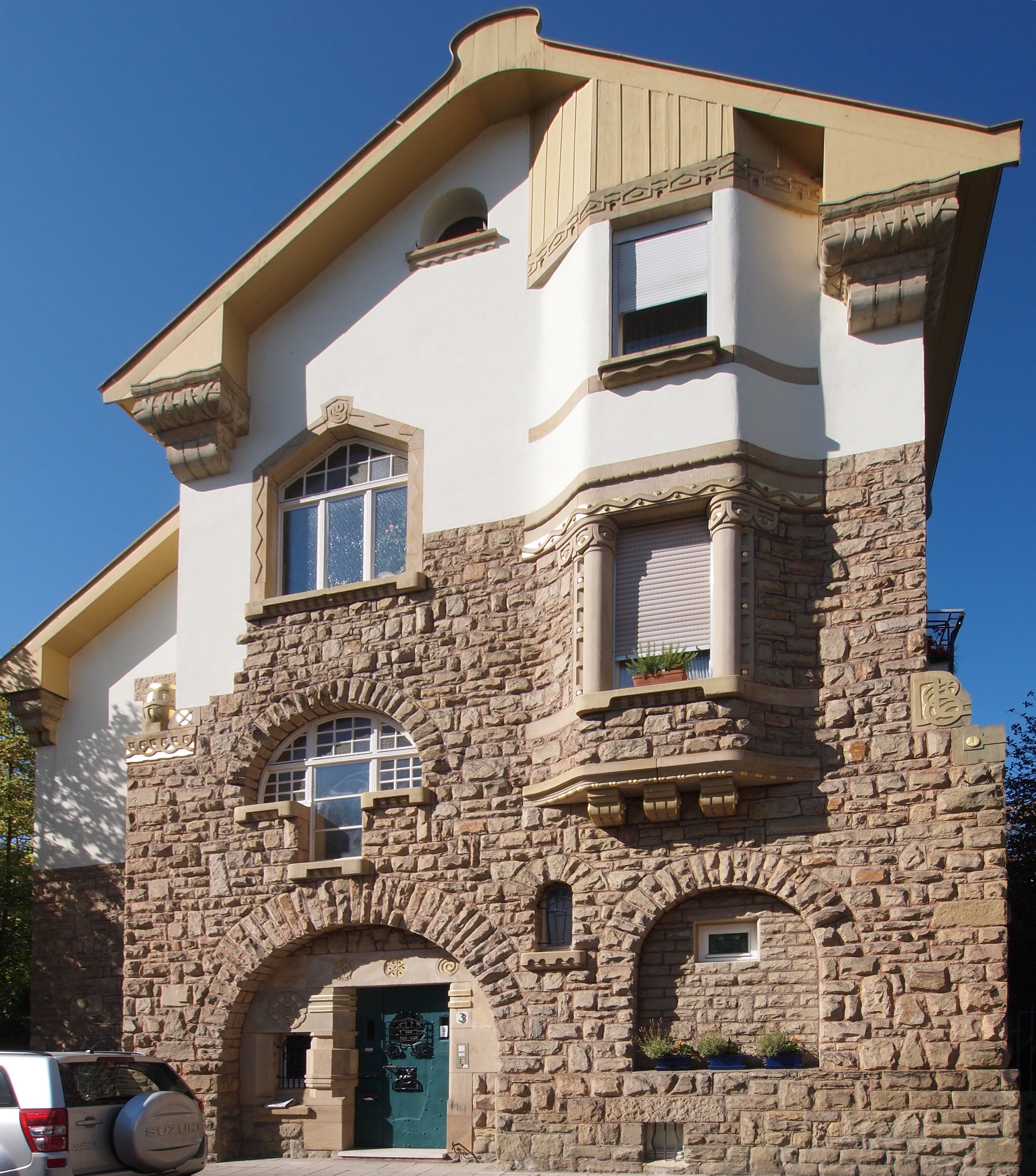
Nr. 3
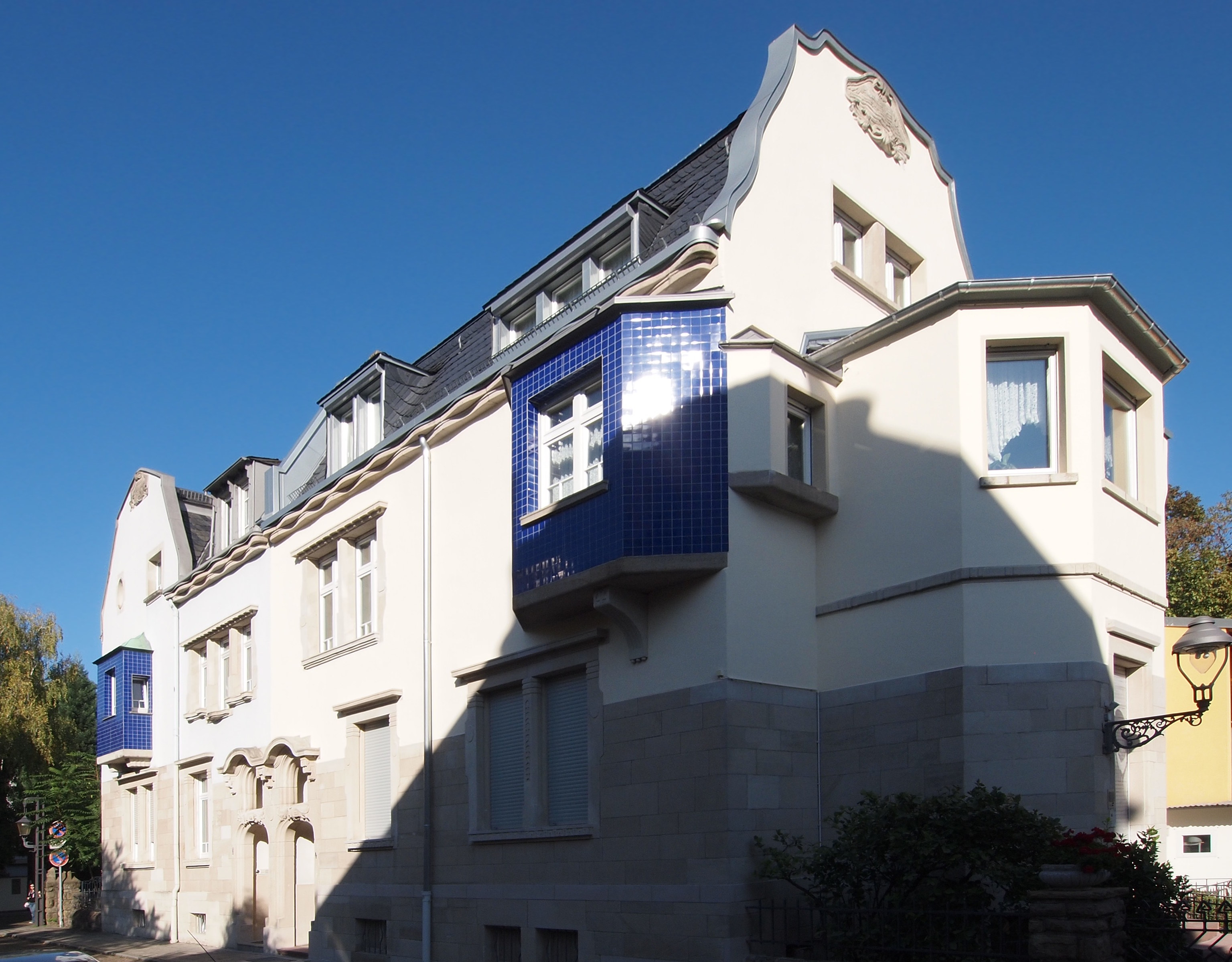
Nr. 4-6
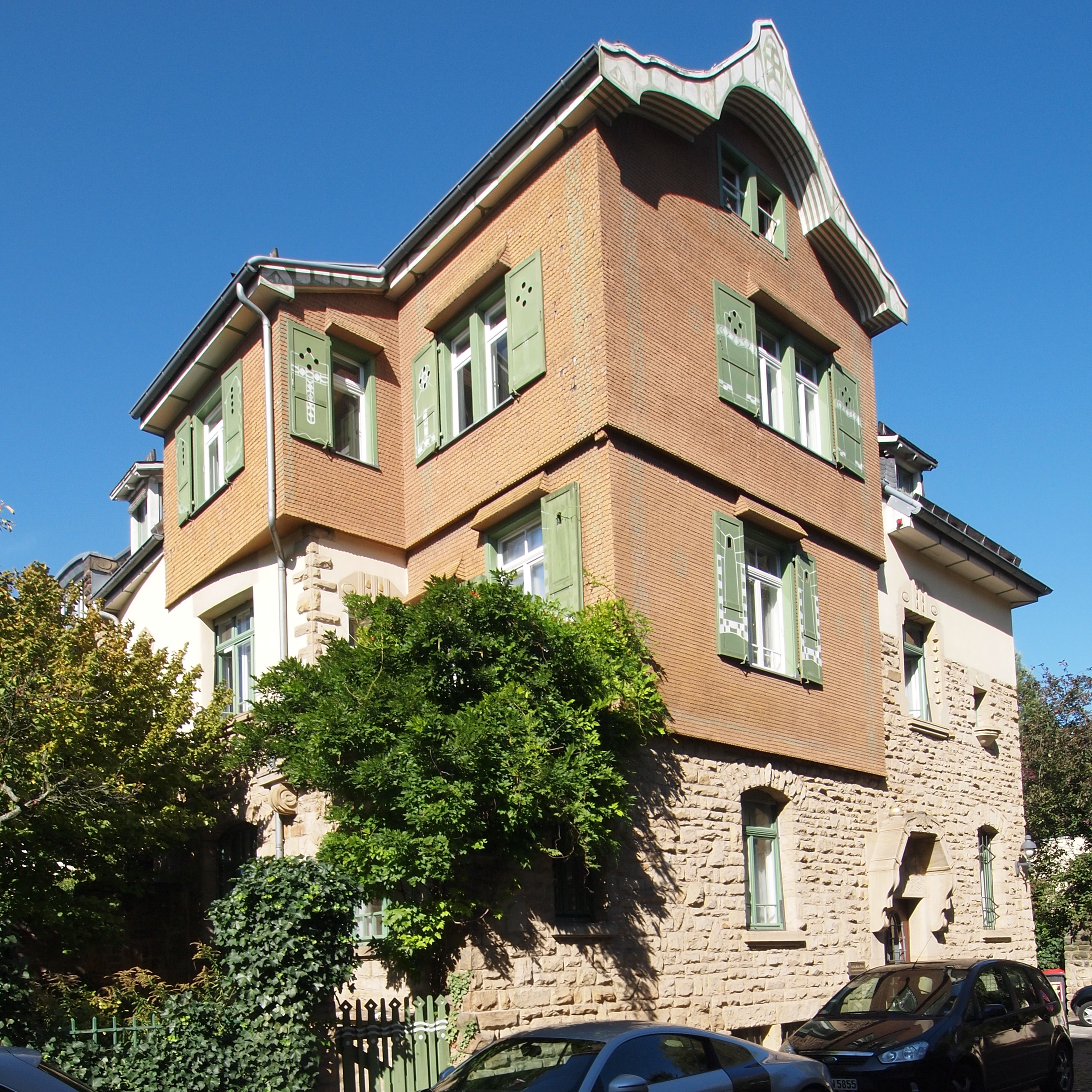
Nr. 5